# مردخای کاپلان
مردخای کاپلان (زاده ۱۱ ژوئن ۱۸۸۱ - درگذشته ۸ نوامبر ۱۹۸۳) نویسنده، معلم و ربی یهوی که همراه دامادش ایرا ایزن‌اشتین نظریه «بازسازی خواهی در یهودیت» را بنیان گذارد.